# La Orotava
La Orotava ist eine Stadt mit 42.585 Einwohnern (Stand: 2024) und eine Gemeinde im Norden der Kanareninsel Teneriffa.

## Lage und Klima
Das Stadtgebiet von La Orotava liegt auf einer Höhe von etwa 390 m etwa 30 km südwestlich der Inselhauptstadt Santa Cruz de Tenerife und nordöstlich von Arona. Das Gemeindegebiet erstreckt sich von einem kurzen Küstenabschnitt an der Nordwestküste nördlich von Puerto de la Cruz ins Innere der Insel bis zum Pico de Teide (3715 m), der zu einem großen Teil auf dem Stadtgebiet von La Orotava liegt und von der UNESCO im Jahr 2007 als Weltnaturerbe anerkannt wurde.
Die reizvolle Lage im Orotavatal (Valle de Orotava) hat schon im 18./19. Jahrhundert Reisende angezogen, wie z. B. den deutschen Naturforscher Alexander von Humboldt. Nach ihm ist der Mirador Humboldt („Humboldtblick“) benannt, ein vielbesuchter Aussichtspunkt über das Tal. Das trotz der eher geringen Regenfälle (ca. 300 mm/Jahr) eher feuchte Klima begünstigt eine abwechslungsreiche Vegetation.

## Bevölkerung
| Jahr      | 1857  | 1900  | 1950   | 2001   | 2022   |
| Einwohner | 7.224 | 9.192 | 20.218 | 37.738 | 42.546 |

Der Großteil der städtischen Einwohner ist aus den weniger fruchtbaren Gebieten im Süden der Insel zugewandert.

## Wirtschaft
Die in früheren Zeiten hauptsächlich zur Selbstversorgung betriebene Landwirtschaft ist heutzutage vor allem vom Bananenanbau geprägt. Von einer gewissen Bedeutung ist, nach einer langen Zeit der Bedeutungslosigkeit, wieder der Weinbau. Die Weinberge, in denen Weine gelesen werden, die später die Herkunftsbezeichnung „Valle de la Orotava“ führen, erstrecken sich über annähernd 1000 ha. Davon liegen ca. 700 ha auf dem Gebiet der Stadt La Orotava.
Seit dem Ende des 20. Jahrhunderts ist der Fremdenverkehr eine der wichtigsten Einkommensquellen.

## Geschichte

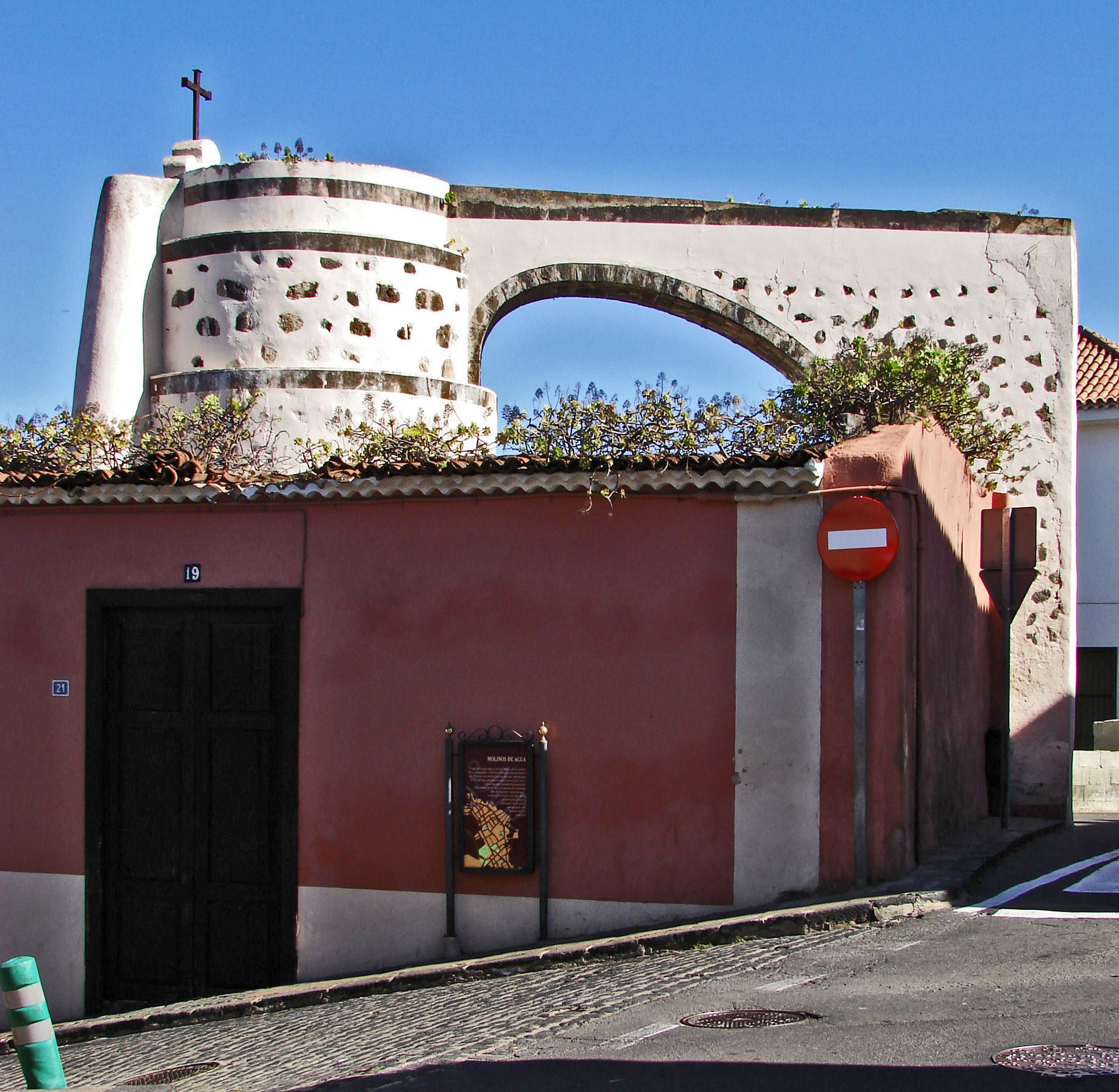
Wasserleitung und Wasserbehälter einer Mühle

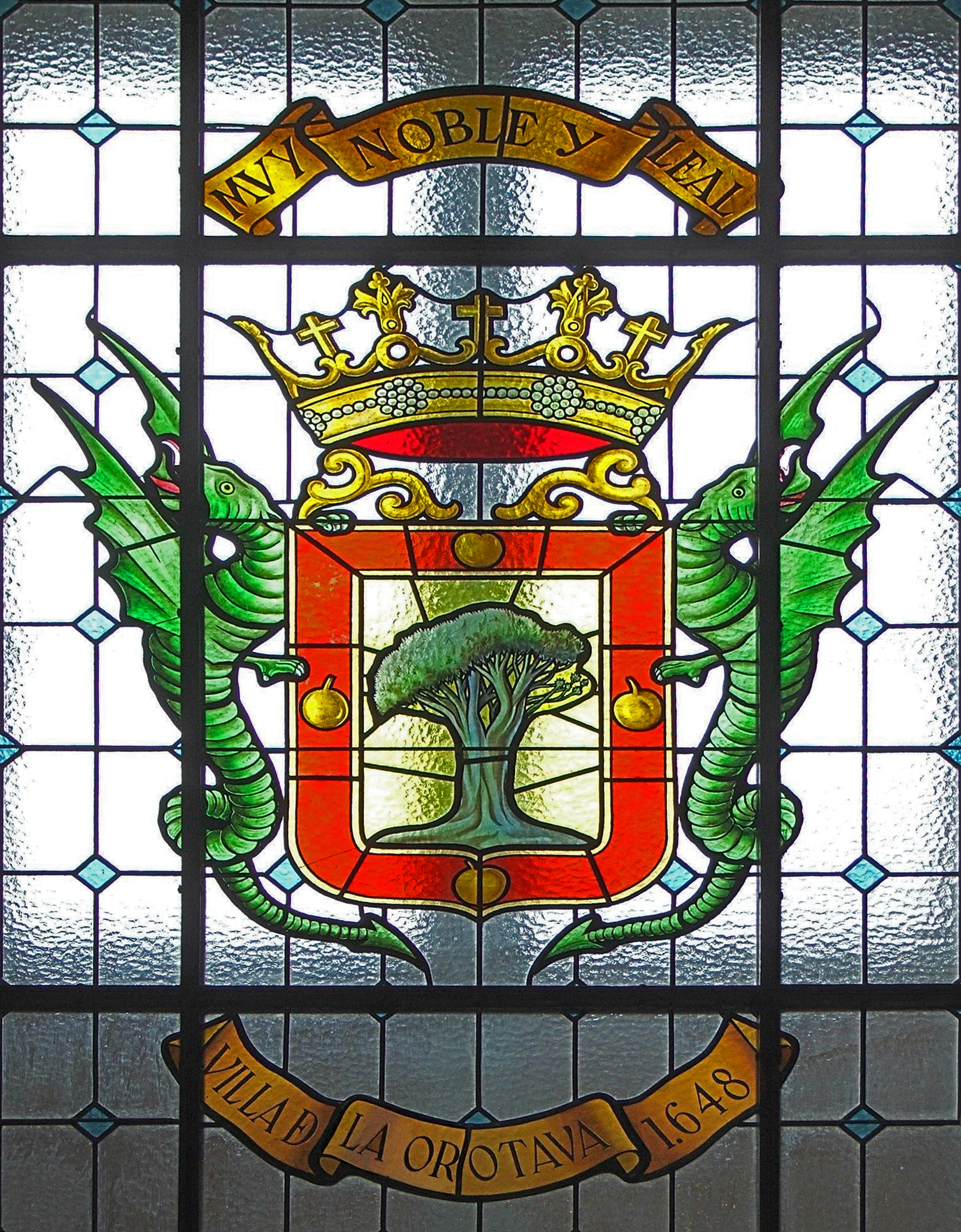
Fenster mit dem Stadtwappen im Rathaus

Nach der Eroberung Teneriffas durch Truppen im Auftrag der Krone von Kastilien unter der Führung des Adelantado Alonso Fernández de Lugo im Jahr 1496 wurde das gesamte Territorium der Insel zu Siedlungszwecken aufgeteilt. Das Land im Orotava-Tal galt als besonders fruchtbar und war daher begehrter als das trockene Gebiet im Süden der Insel. Das Land im Orotava-Tal wurde daher insbesondere den Verwandten und engeren Freunden des Adelantados überlassen. Das Jahr 1504 gilt als das Gründungsjahr des Ortes. Nach einigen ungeordneten Ansiedlungen im heutigen Stadtgebiet wurden im Jahr 1506 durch den Kavallerie-Hauptmann Diego de Mesa Grundstücke, Straßen und sonstige öffentliche Flächen abgesteckt. Der Ort unterstand der Verwaltung und Gerichtsbarkeit La Lagunas. Einige Mitglieder des Inselrates (cabildo) waren auch in La Orotava ansässig.
Als eine der ersten Maßnahmen wurde eine öffentliche Wasserleitung gebaut. Diese Leitung führte das Wasser in einer offenen Rinne von den mehr als 10 km entfernten Quellen in den Bergen zum Ortskern und in die tiefer gelegenen Felder. Das Material der Wasserleitung war zunächst Holz. Es wurde aber später weitgehend durch Stein ersetzt. Das Wasser trieb in den besten Zeiten der Stadt eine Sägemühle und bis zu zwölf Gofiomühlen an.
Neben dem Anbau von landwirtschaftlichen Produkten für die Selbstversorgung wurde Zuckerrohr angebaut. Für den Bau der drei auf dem Gebiet der Ortschaft La Orotava liegenden Zuckerfabriken wurden portugiesische Fachleute aus Madeira angeworben. Die für die Feldarbeit notwendigen Sklaven kamen aus Afrika. Das für die Herstellung des Zuckers notwendige Heizmittel Holz kam aus den südlich des Ortes gelegenen Bergen. Da ab der Mitte des 17. Jahrhunderts der Zucker in Amerika billiger produziert werden konnte, stellte sich die Landwirtschaft auf Weinbau um.
Zum Verschiffen der Exportprodukte musste der Hafen ausgebaut werden. Im Jahr 1603 wurden von Antonio Franchi Lutzardo y Ponte del Castillo, einem in La Orotava wohnenden Mitglied des Inselrates, in Puerto de La Orotava, dem heutigen Puerto de la Cruz Straßen, Plätze und Baugrundstücke abgesteckt. Ein Jahr später wurde mit dem Bau der Festungsanlage „Castillo de San Felipe“ an dem damaligen Landeplatz am Barranco Felipe begonnen. Der Weinanbau und der Weinhandel brachten La Orotava einen starken wirtschaftlichen Aufschwung. Ein großer Teil der Herrenhäuser, der Kirchen und Klöster stammt aus dem 17. Jahrhundert, wurde aber später nach den sich ändernden Architekturvorstellungen umgestaltet.
Im Jahr 1648 erhielt der Ort gegen den erklärten Willen der Stadt La Laguna von König Philipp IV. die Stadtrechte. Die Entscheidungen in der Stadt wurden von nun an von einer endogamen Oligarchie der „Zwölf Familien“ zu ihrem eigenen Vorteil getroffen. Einige Vertreter dieser Familien wurden für ihre militärischen Verdienste auf dem Festland oder in den italienischen Besitzungen der Spanischen Krone in den Markgrafenstand erhoben.
Die Erdbeben im Zusammenhang mit dem Vulkanausbruch bei Güímar in den Jahren 1704/1705 führten zu Schäden an der Hauptkirche Nuestra Señora de la Concepción, die jahrelang notdürftig repariert wurden, bis man 1768 mit dem kompletten Neubau der Kirche begann.
Nachdem im Laufe des 18. Jahrhunderts durch verschiedene kriegerische Auseinandersetzungen Spaniens, besonders mit England, und einer Schädigung der Weinberge durch die Reblaus, der Weinexport zurückging, verschlechterte sich die wirtschaftliche Situation La Orotavas. Ein Aufschwung durch die Cochenille war durch die Erfindung der Anilin-Farben (Ende des 19. Jahrhunderts) nur von kurzer Dauer. Zu Beginn des 20. Jahrhunderts brachte der Bananenanbau wieder eine gewisse wirtschaftliche Erholung.
Im Jahr 1906 besuchte mit Alfons XIII. zum ersten Mal ein regierender Spanischer König die Insel Teneriffa und dabei auch La Orotava. Im Zuge seines Besuches gewährte er der Stadt das heute noch verwendete Stadtwappen und den Titel „Muy Noble y Leal Villa“ („sehr getreue und vornehme Stadt“).
Die örtlichen Vorkommnisse während des Bürgerkrieges werden seit 2008 in einer vom Stadtrat einberufenen Kommission untersucht.
Einen wirtschaftlichen Aufschwung erfuhr die Stadt seit der Mitte des 20. Jahrhunderts durch den Tourismus.
Durch einen Erlass der Regierung der Autonomen Region der Kanarischen Inseln vom 22. Februar 2005 wird die Innenstadt als Geschichtliche Einheit von kultureller Bedeutung unter Schutz gestellt.

## Sehenswürdigkeiten

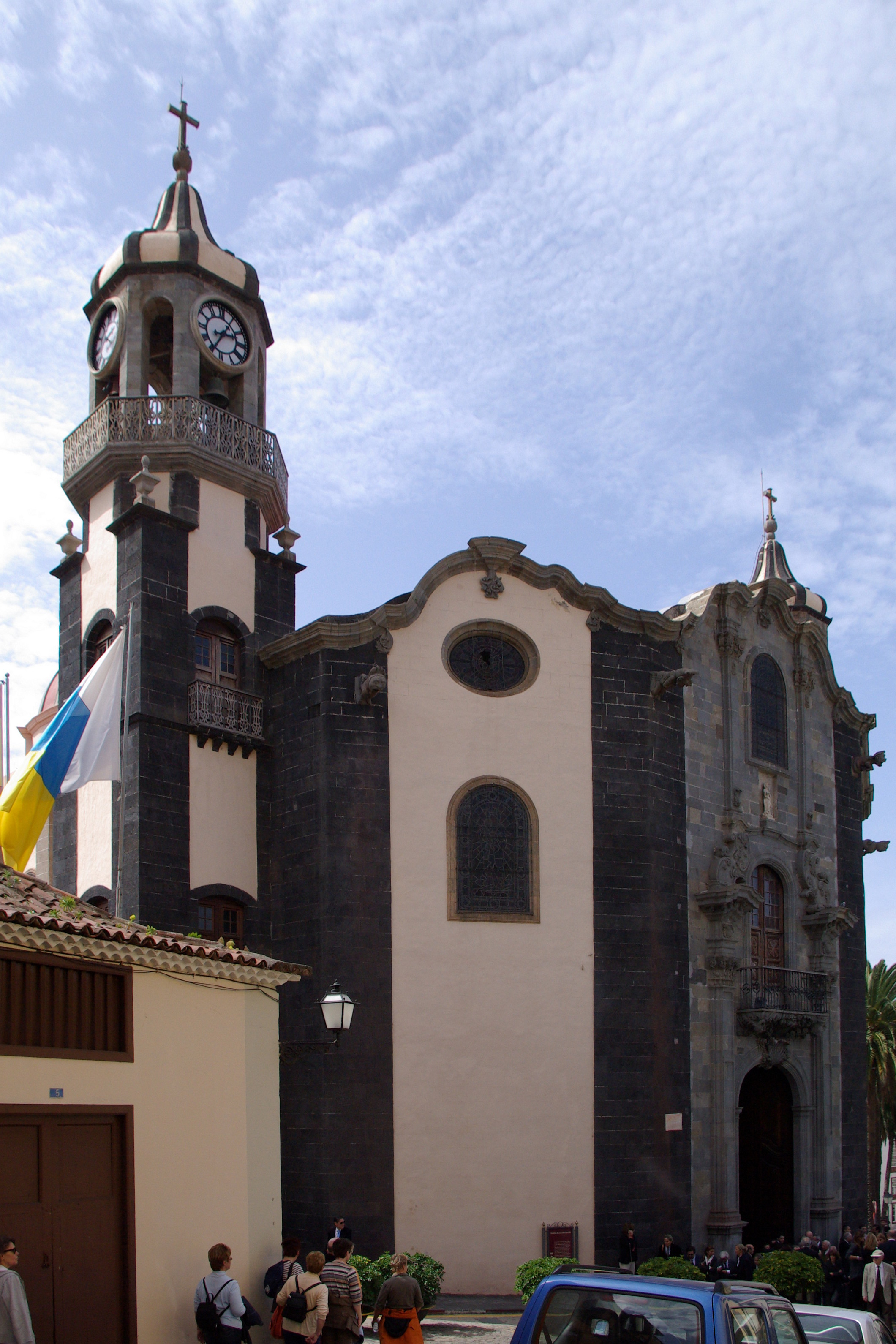
Kirche Nuestra Señora de la Concepción

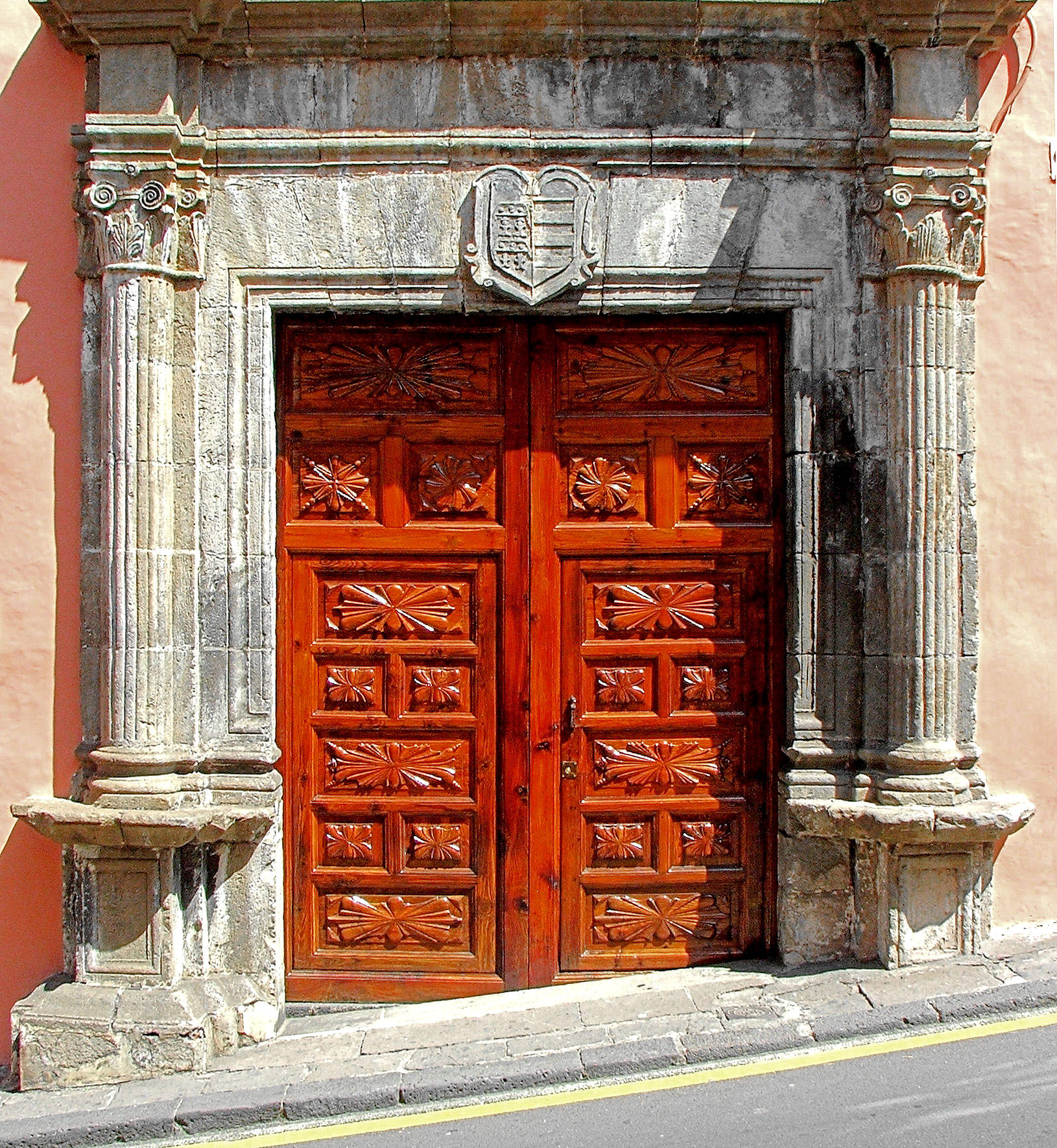
Portal der Casa Mesa

Die Innenstadt, sowohl die Villa (Unterstadt) als auch der eher etwas schlichter wirkende Stadtteil Farrobo (die Oberstadt) stehen als Ensemble unter Denkmalschutz. Darüber hinaus wurden einzelne Gebäude und zwei Gartenanlagen von der kanarischen Regierung zu „Objekten von besonderer kultureller Bedeutung“ erklärt. Dies sind:
- Die Kirche „Nuestra Señora de la Concepción“ aus dem Ende des 18. Jahrhunderts
- Die Casa Lercaro (Ponte-Fonte) ist ein Gebäude aus der Mitte des 17. Jahrhunderts
- Der Friedhof (cemeterio) wurde im Jahr 1823 seiner Bestimmung übergeben.
- Die Gebäude in der Calle Calvario Nr. 52 und 54 stammen aus dem Jahr 1725.
- Die Reste der Wasserleitung und die noch verbliebenen Gebäude der Gofiomühlen stehen ebenfalls unter Schutz.
- Das „Töchterchen des Botanischen Gartens“, eine Außenstelle des größeren Jardín de aclimatación de La Orotava in Puerto de la Cruz, die Ende des 19. Jahrhunderts angelegt wurde, ist ein beliebtes Ausflugsziel.
- Der Park Jardines del Marquesado de la Quinta Roja (Jardin Victoria), eine Gartenanlage mit einem (nie genutzten) Mausoleum für den 8. Marqués de la Quinta Roja, wird von den Bewohnern der Stadt gerne besucht.

Aber auch andere Gebäude und Anlagen in der Innenstadt sind sehenswert z. B.
- Die ehemalige Klosterkirche Santo Domingo aus dem 17. Jahrhundert
- Das ehemalige Kloster Santo Domingo in dem heute das Museum für Iberoamerikanische Kunst untergebracht ist
- Die Casa Mesa aus dem Beginn des 17. Jahrhunderts
- Die ehemalige Klosterkirche San Agustin aus dem Ende des 17. Jahrhunderts
- Die Casa Mendez-Fonseca (Haus der Balkone) aus der Mitte des 17. Jahrhunderts
- Die Casa Monteverde aus der Mitte des 17. Jahrhunderts
- Die Casa Jiménez-Franchi aus der Mitte des 17. Jahrhunderts
- Die Casa Molina aus dem Ende des 16. Jahrhunderts
- Das Rathaus aus dem Ende des 19. Jahrhunderts

## Feste
Das Fest Fronleichnam (Corpus Cristi) wird in der Innenstadt La Orotavas eine Woche später als anderswo gefeiert. Seit dem Jahr 1847 wird der über 500 m lange und z. T. steil ansteigende Rundweg der Prozession, die am Abend stattfindet, mit einem Blumenteppich (alfombra) geschmückt. Dieser Teppich besteht aus einzelnen ineinander übergehenden Bildern (tapices) und Musterflächen (corridores), die aus Blütenblättern gestreut werden. Die Ränder und der Untergrund bestehen meist aus kleingehackter und teilweise auch gerösteter Baumheide. Der Weg der Prozession ist in ca. 50, je nach den örtlichen Gegebenheiten unterschiedlich große Abschnitte eingeteilt. Ab dem frühen Morgen werden die Teppiche von verschiedenen Gruppen oder Einzelpersonen (alfombristas) auf den ihnen zugewiesenen Abschnitten, teilweise mit Hilfe von Schablonen angelegt. Gelegentlich werden Vorzeichnungen auf das Straßenpflaster bereits am Vorabend des Festes gemacht. Diese Gruppen sind z. B. Nachbarschaftsvereinigungen verschiedener Vororte, verschiedene Schulen, Gruppen von Arbeitskolleginnen und Kollegen. Einzelpersonen (so z. B. auch der Bürgermeister als Privatperson) bekommen zwar bestimmte Abschnitte zugewiesen und stellen dann auch die Entwürfe her, lassen sich aber von der Familie oder Freunden helfen. Bestimmte Abschnitte werden traditionell von dort ansässigen Familien gestaltet. Hierbei ist die Tätigkeit in der Gemeinschaft für viele Beteiligte offenbar von größerer Bedeutung als das (sicher sehenswerte) Ergebnis. Gelegentlich werden auch auswärtige oder gar ausländische Gruppen eingeladen sich zu beteiligen.
Auf dem Rathausplatz, der etwa auf der halben Strecke der Prozession liegt, wird seit dem Jahr 1912 ein über 900 m² großes Bild aus etwa 2.000 kg verschiedenfarbigem Sand gestreut. Mit der Erstellung dieses Bildes wird bereits einen Monat vor Fronleichnam begonnen. Seit einigen Jahren wird dazu während der Arbeiten eine Zeltplane über den Platz gespannt, um das Bild vor Regen zu schützen. Der Fortschritt der Arbeit kann trotzdem vom oberen Teil der Rathaustreppe aus von der Öffentlichkeit verfolgt werden. Die Bilder (mit Ausnahme des Bildes im Jahr 1931) haben religiöse Themen zur Grundlage. Nach der Prozession, am Freitag bis gegen Mittag, hat die Stadtreinigung sowohl die Blumen als auch den Sand restlos entfernt.
Am Sonntag, der auf den örtlichen Feiertag des Corpus Cristi folgt, findet die Romería de San Isidro statt, eine Feier zu Ehren des heiligen Isidor von Madrid (auch Isidro el Labrador), eines der Schutzheiligen der Stadt La Orotava. An diesem Tag ziehen die Bäuerinnen und Bauern in ihren Trachten mit ihren Tieren und Musikkapellen durch die Stadt.
Ab Anfang Dezember bis zum Fest der Heiligen Drei Könige wird auf dem Rathausplatz eine Weihnachtskrippe mit lebensgroßen Figuren aufgebaut, die das Leben und die Geschehnisse in Bethlehem zur Zeit Christi Geburt darstellt.

## Partnerstädte
- Puenteareas, Spanien (1985)
- Vilaflor de Chasna, Spanien (2021)

## Söhne und Töchter der Stadt
- Cristóbal Hernández de Quintana (1651–1725), Bildhauer und Maler
- Fernando Estévez del Sacramento (1788–1854), Bildhauer und Maler
- Tomás Machado y Méndez Fernández de Lugo (1908–2003), Architekt
- Ezequiel de León Domínguez (1926–2008), Bildhauer und Restaurator
- Cecilia Domínguez Luis (* 1948), Schriftstellerin

Es gibt einige weitere Persönlichkeiten, bei denen als Geburtsort La Orotava angegeben wird (z. B. die Brüder Iriarte). Diese stammen allerdings meist aus dem früheren Stadtteil Puerto de la Orotava, dem heutigen Puerto de la Cruz.

## Impressionen

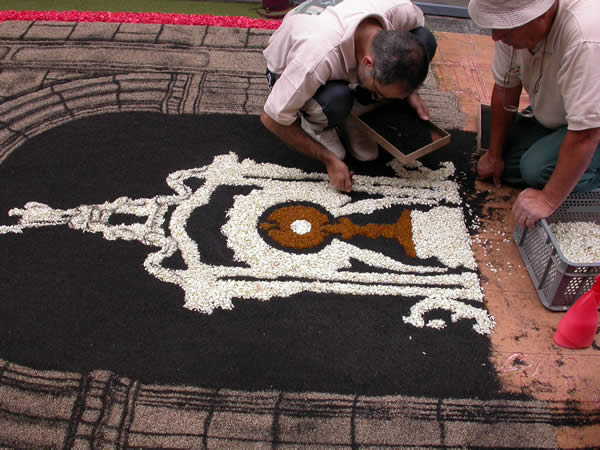
Arbeit an einem der Bilder zur Fronleichnams-Prozession (2005)
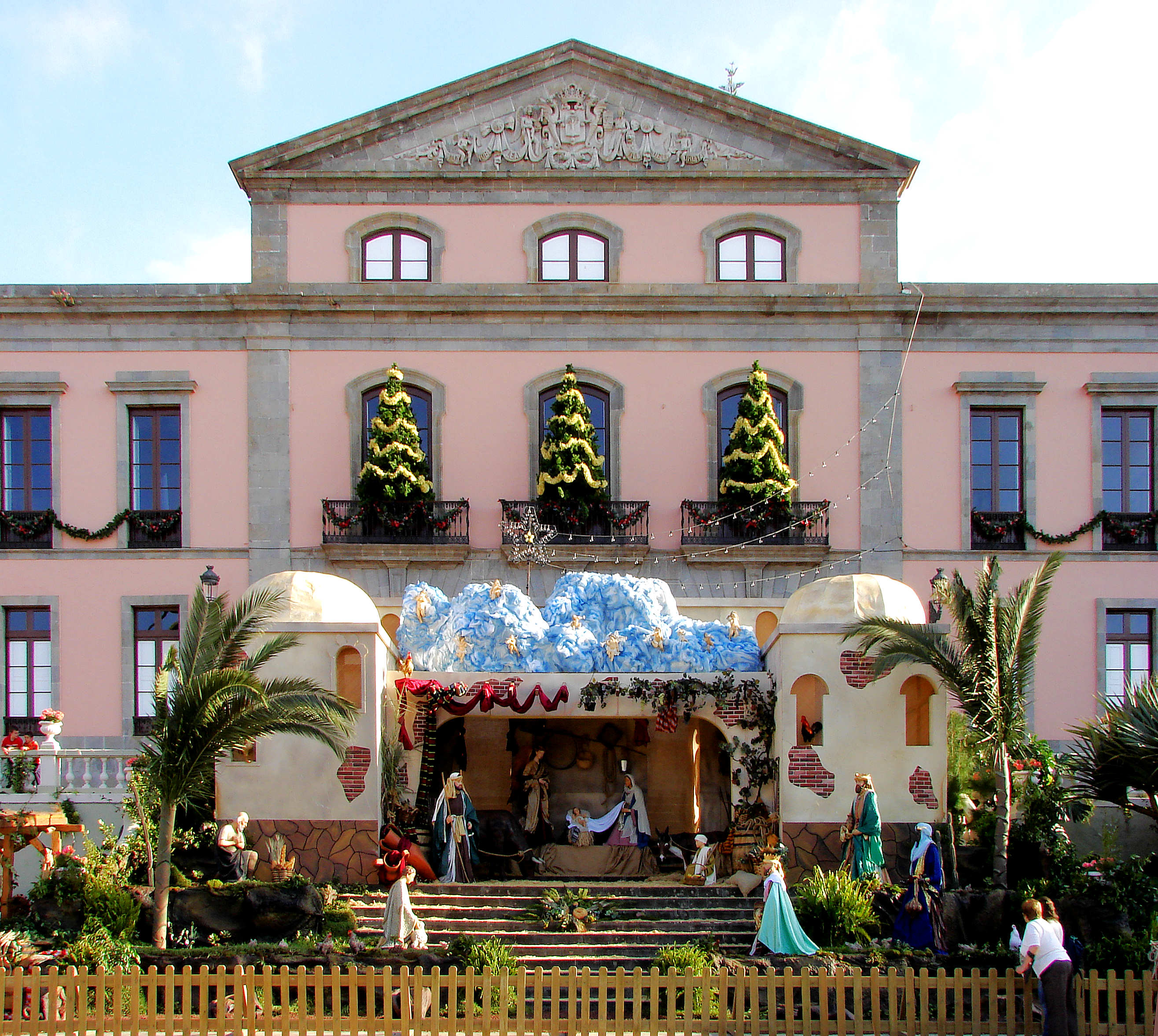
Die Weihnachtskrippe (Belén) mit lebensgroßen Figuren (2006)
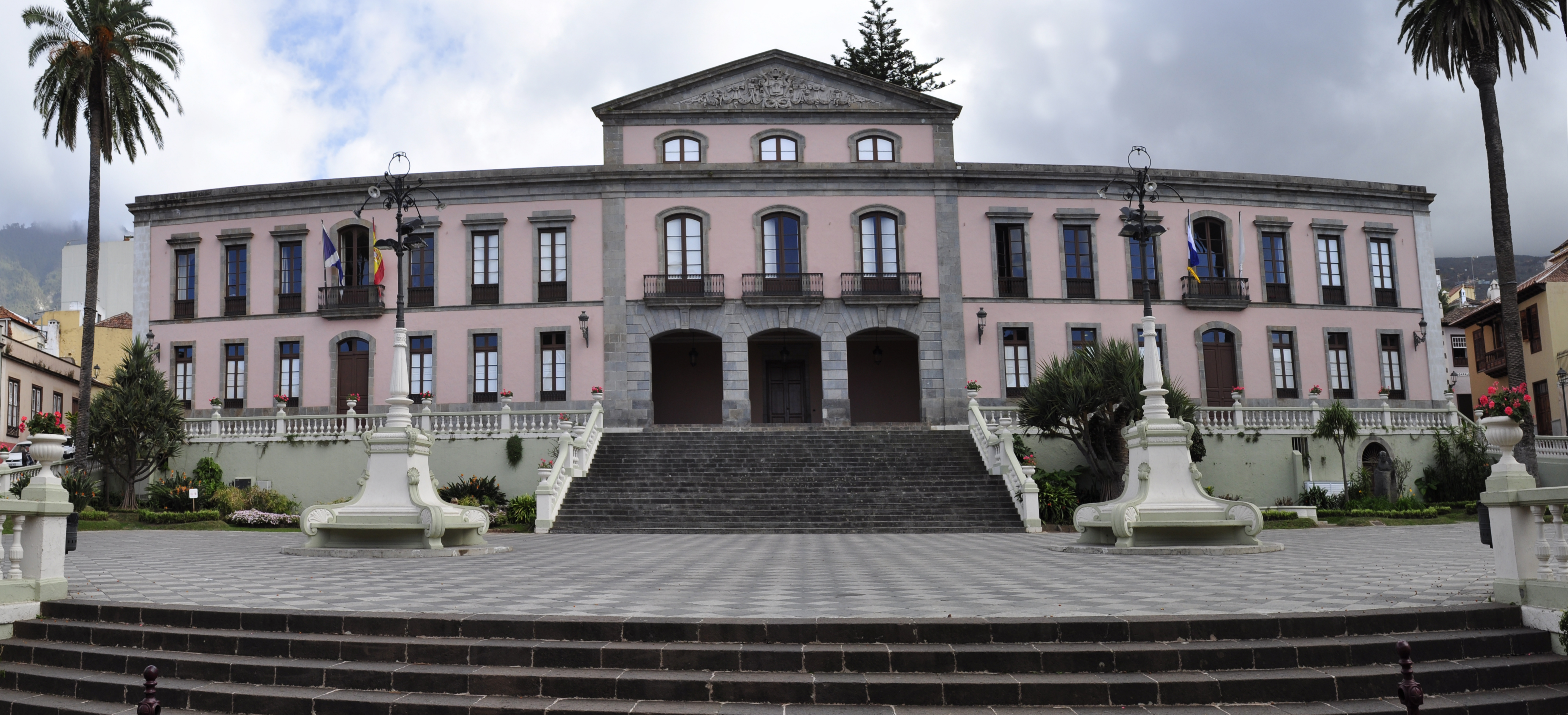
Das Rathaus
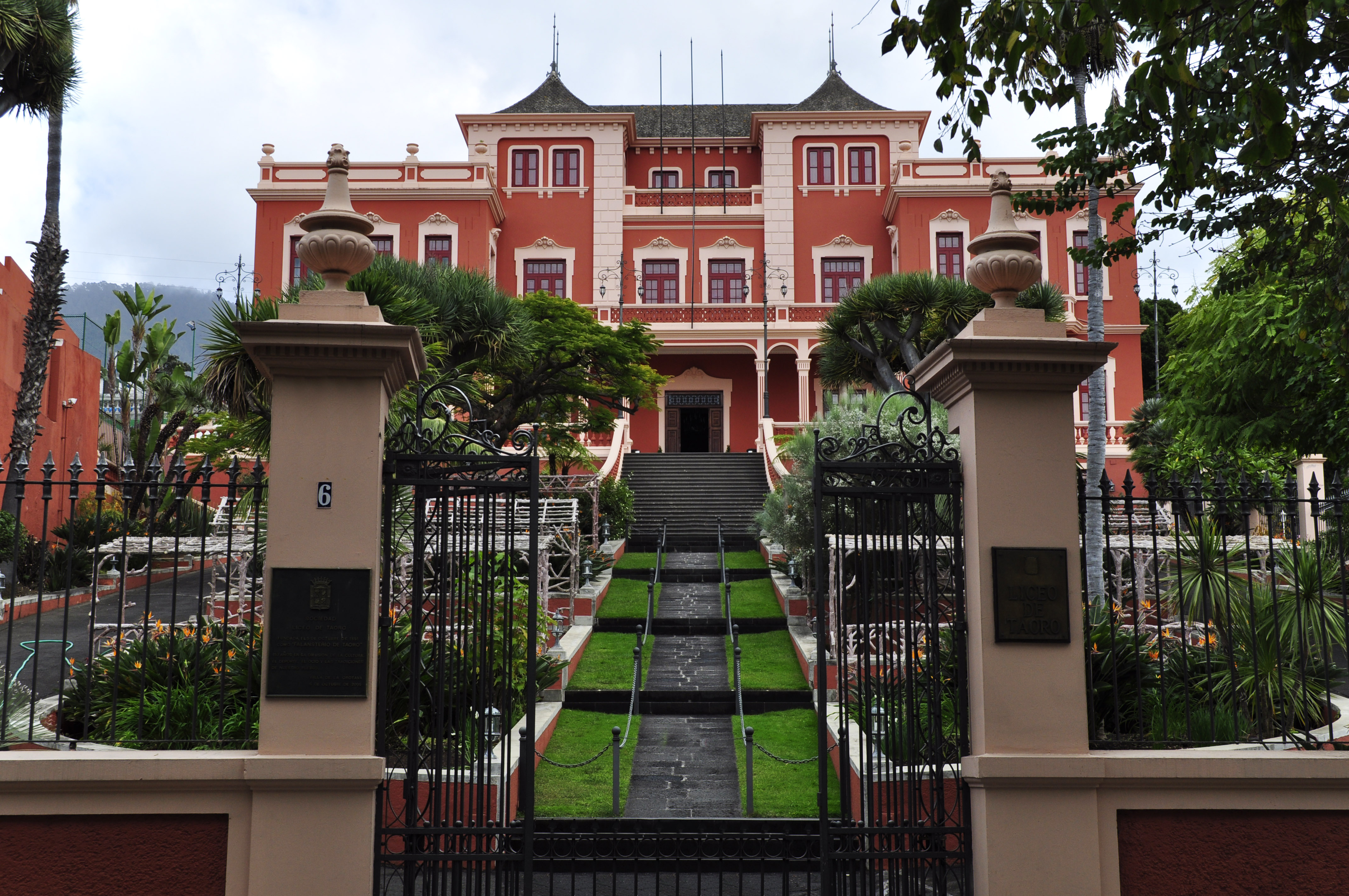
Liceo de Taoro
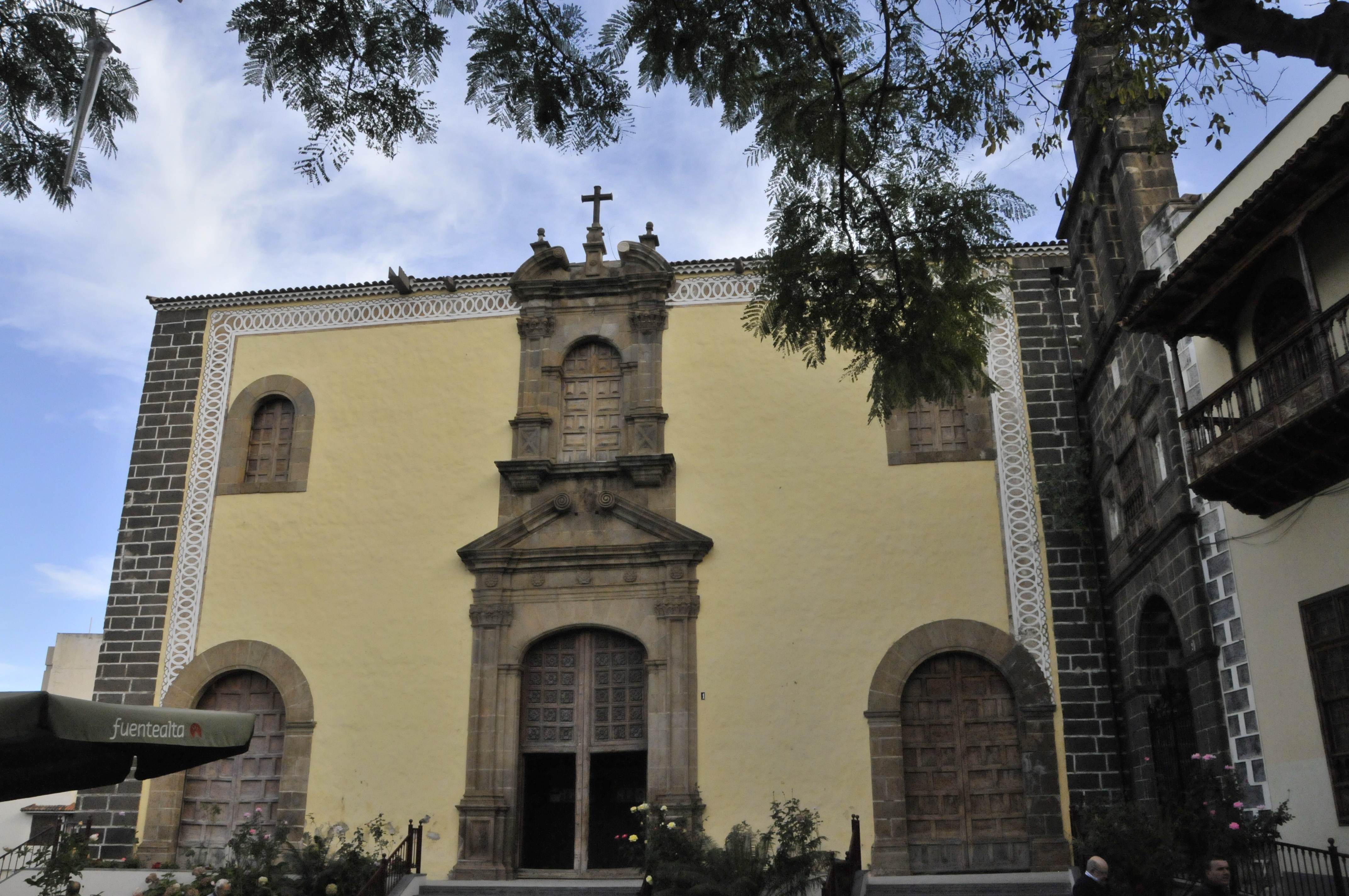
Kirche San Agustín
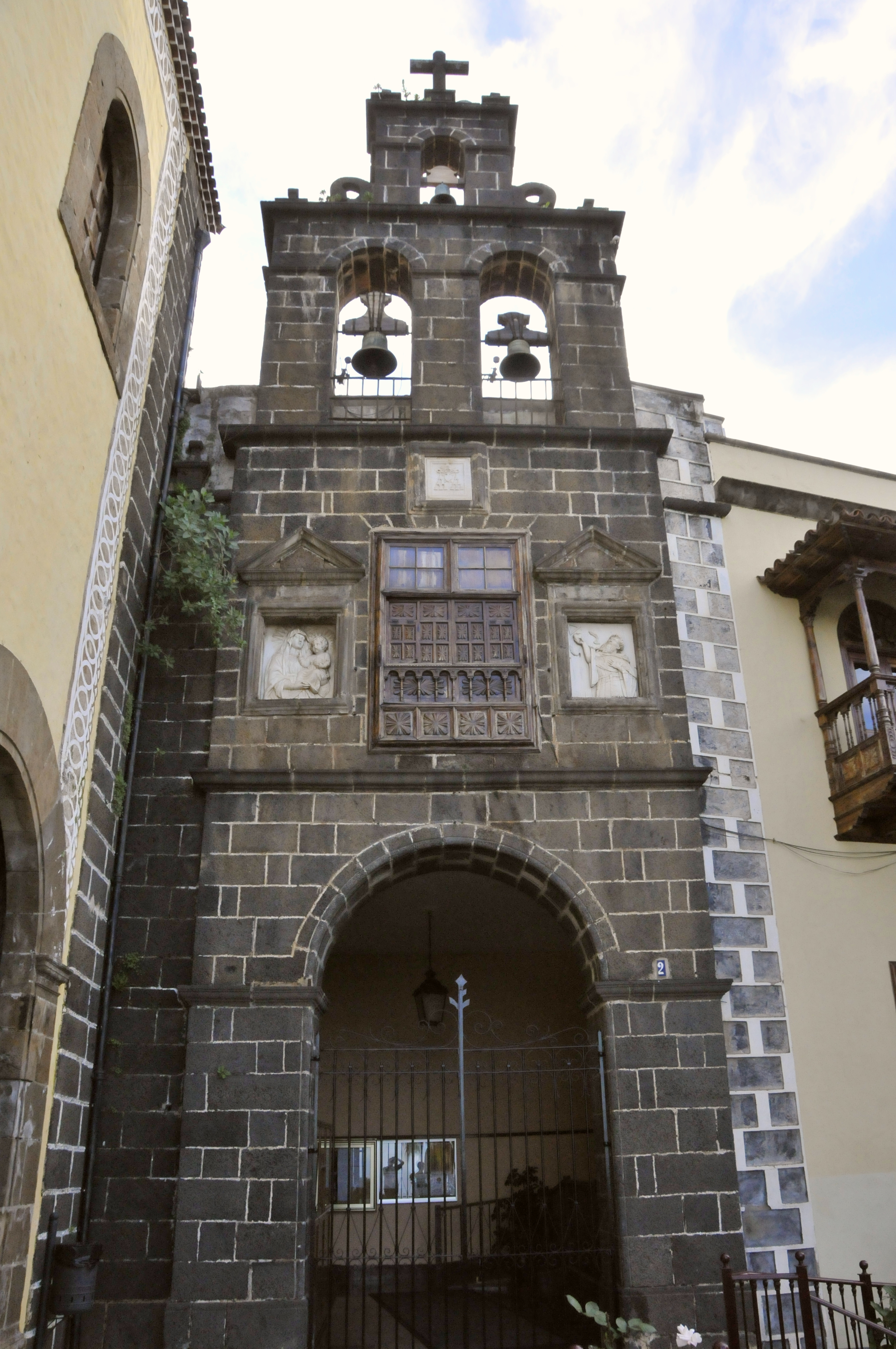
Glockenturm von San Agustín
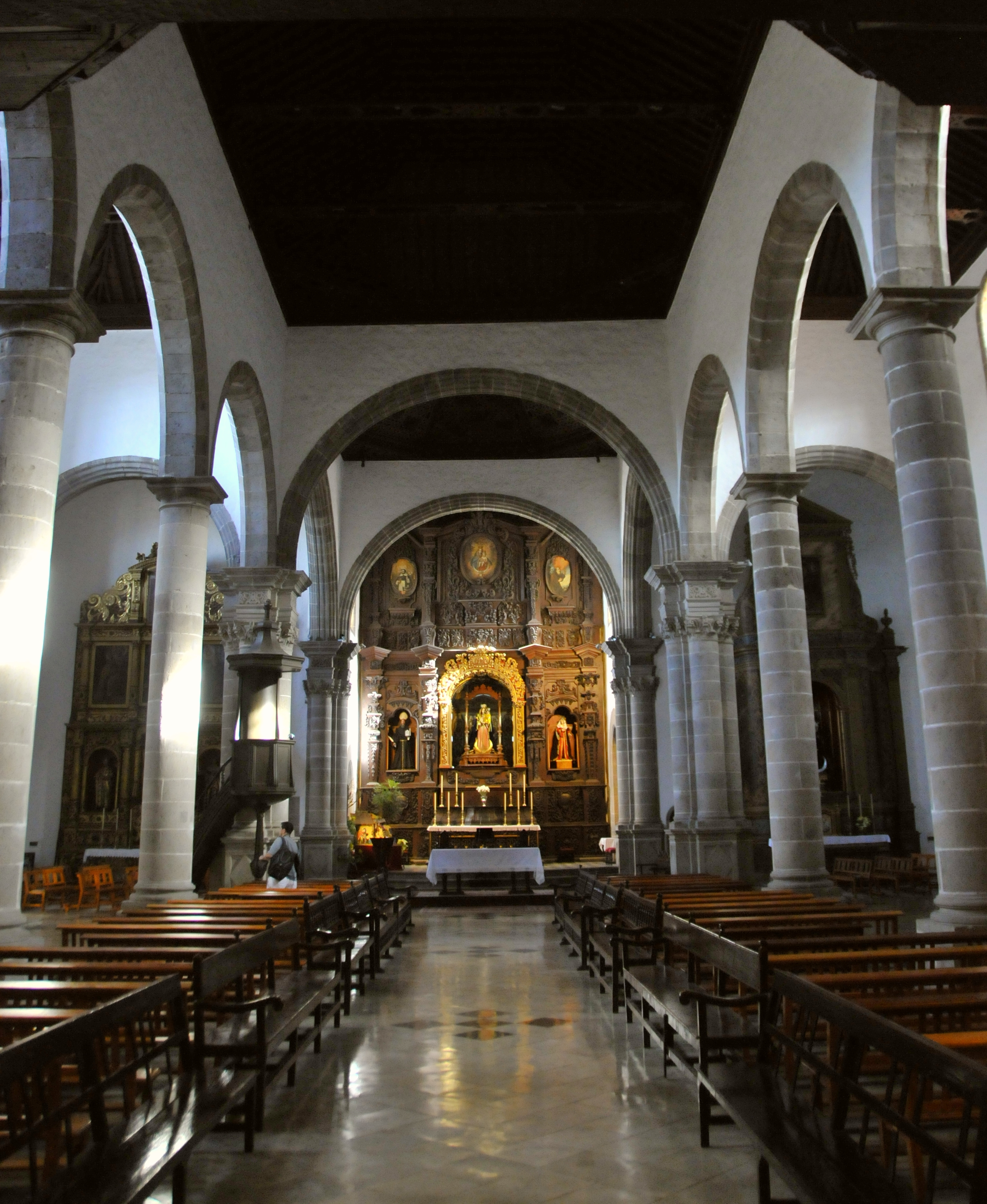
Inneres von San Agustín
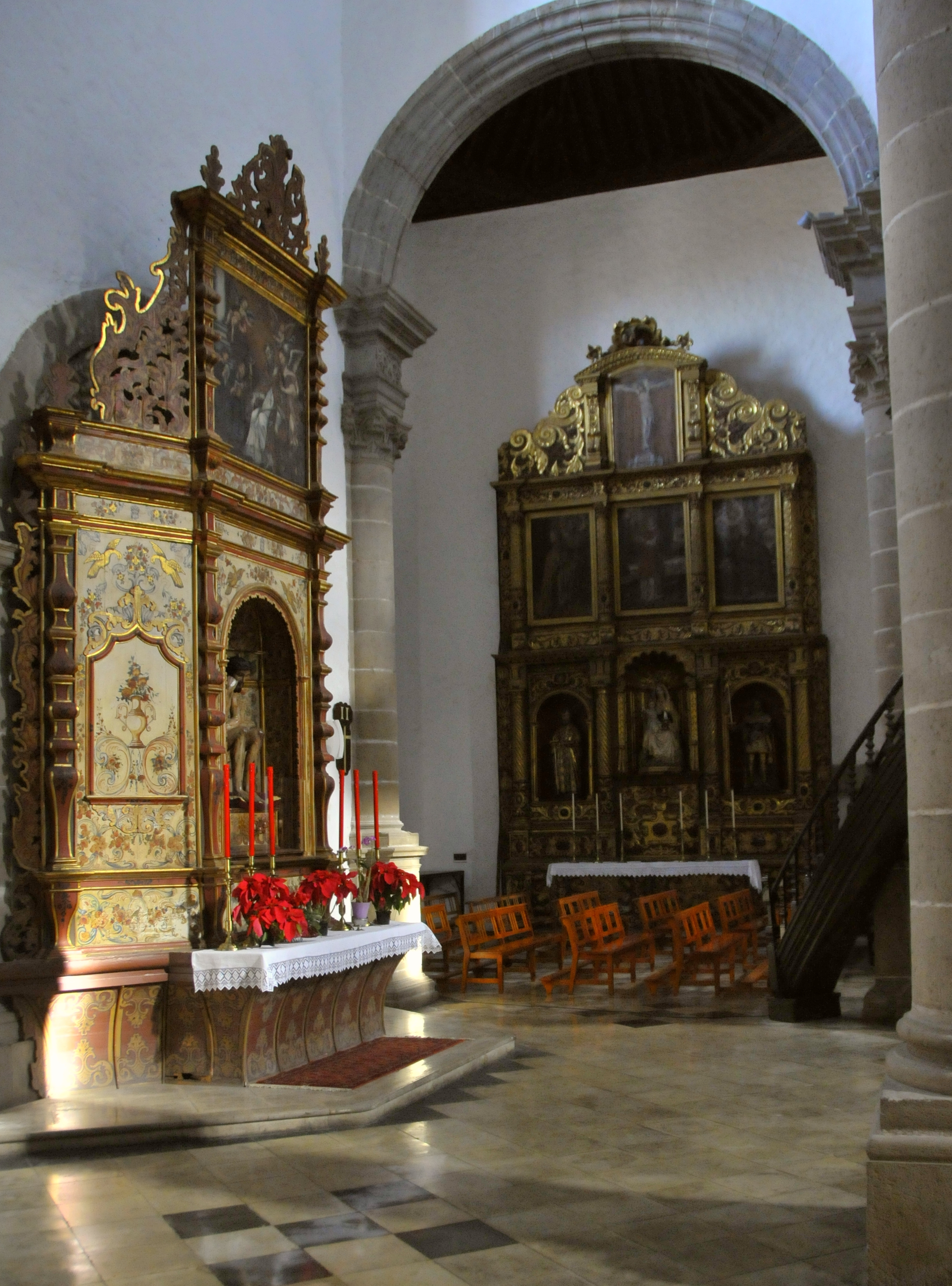
Seiten- und Nebenaltar in San Agustín
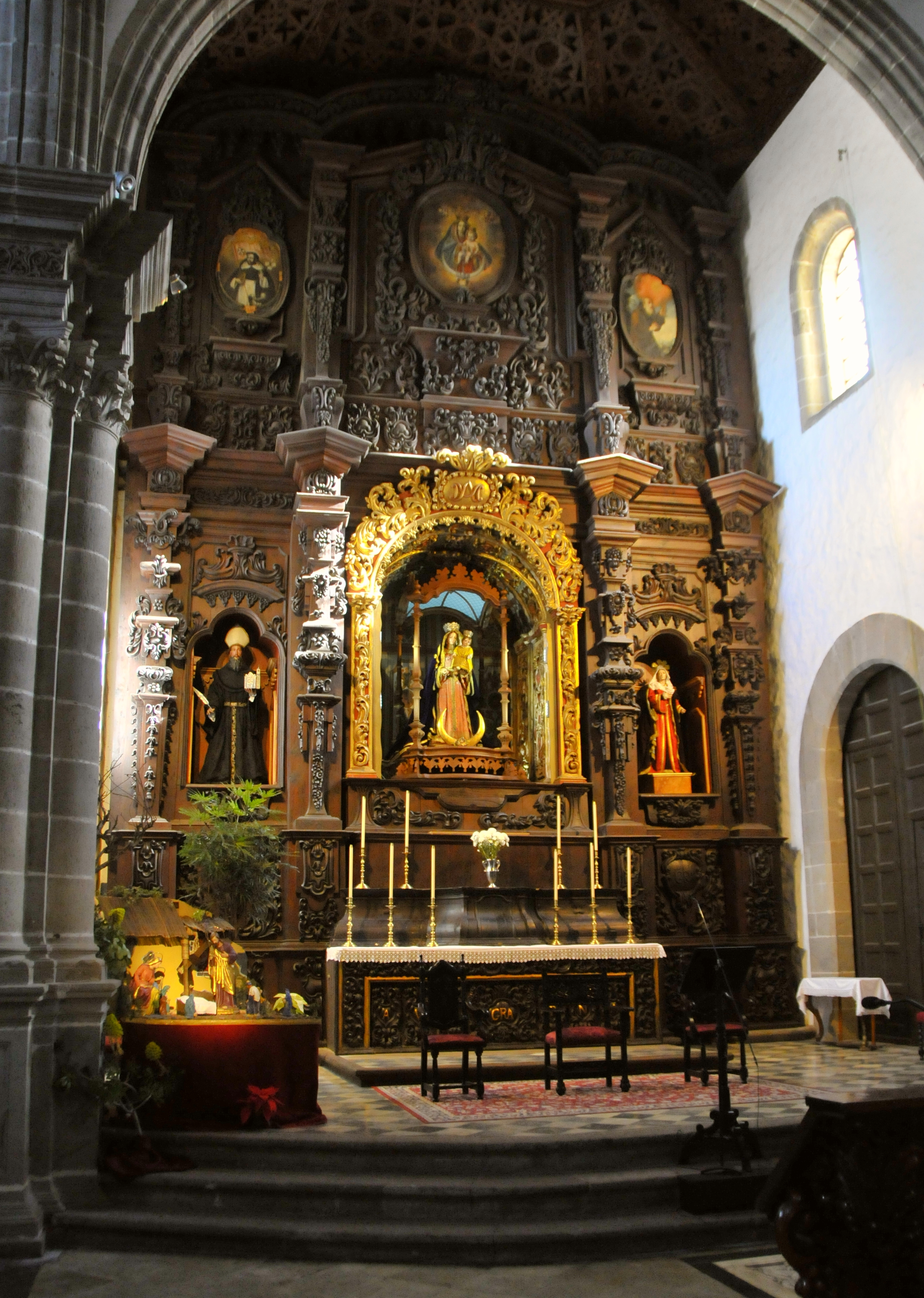
Hauptaltar in San Agustín
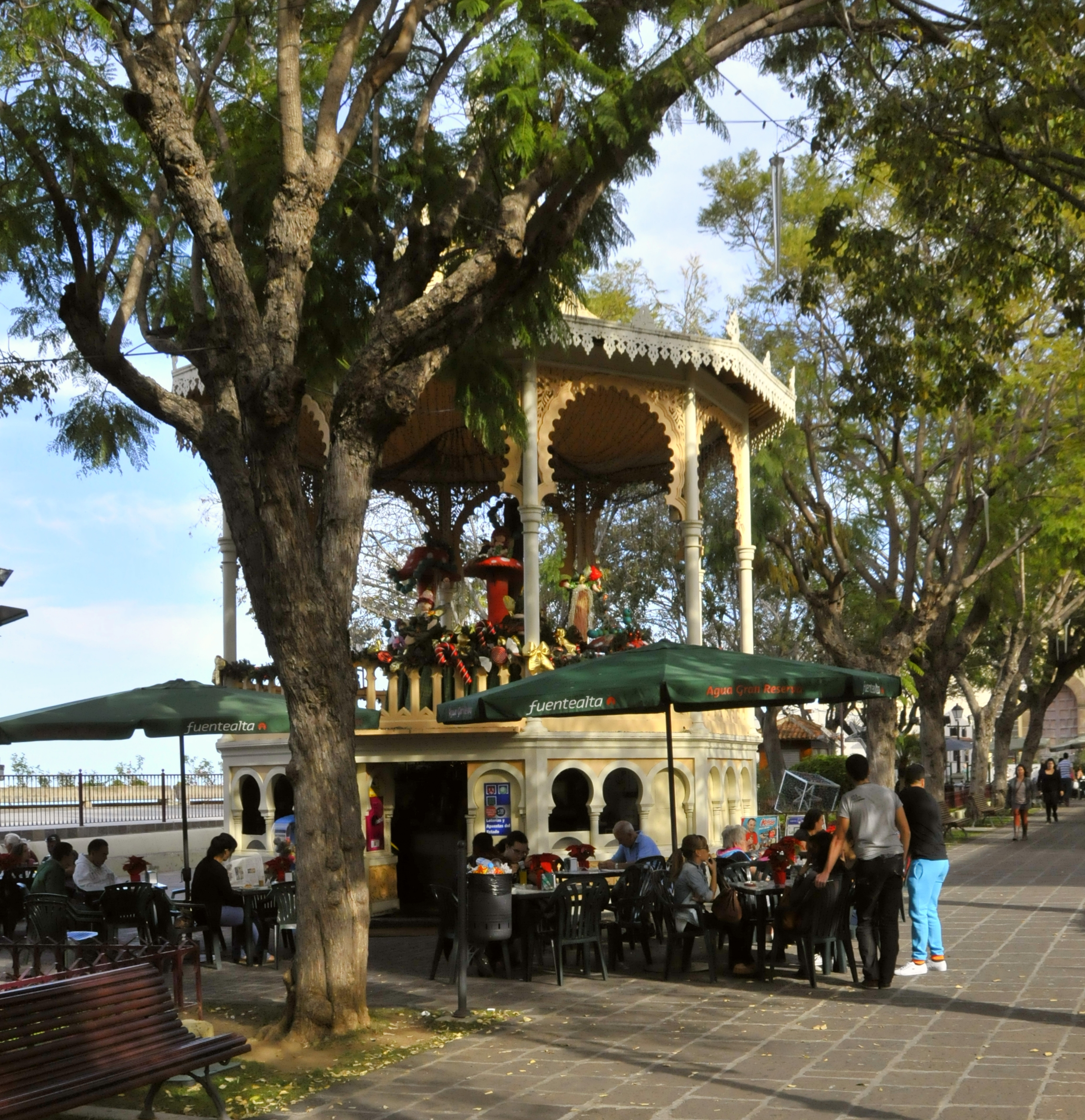
Musikpavillon El Kiosco auf der „Plaza de la Constitución“
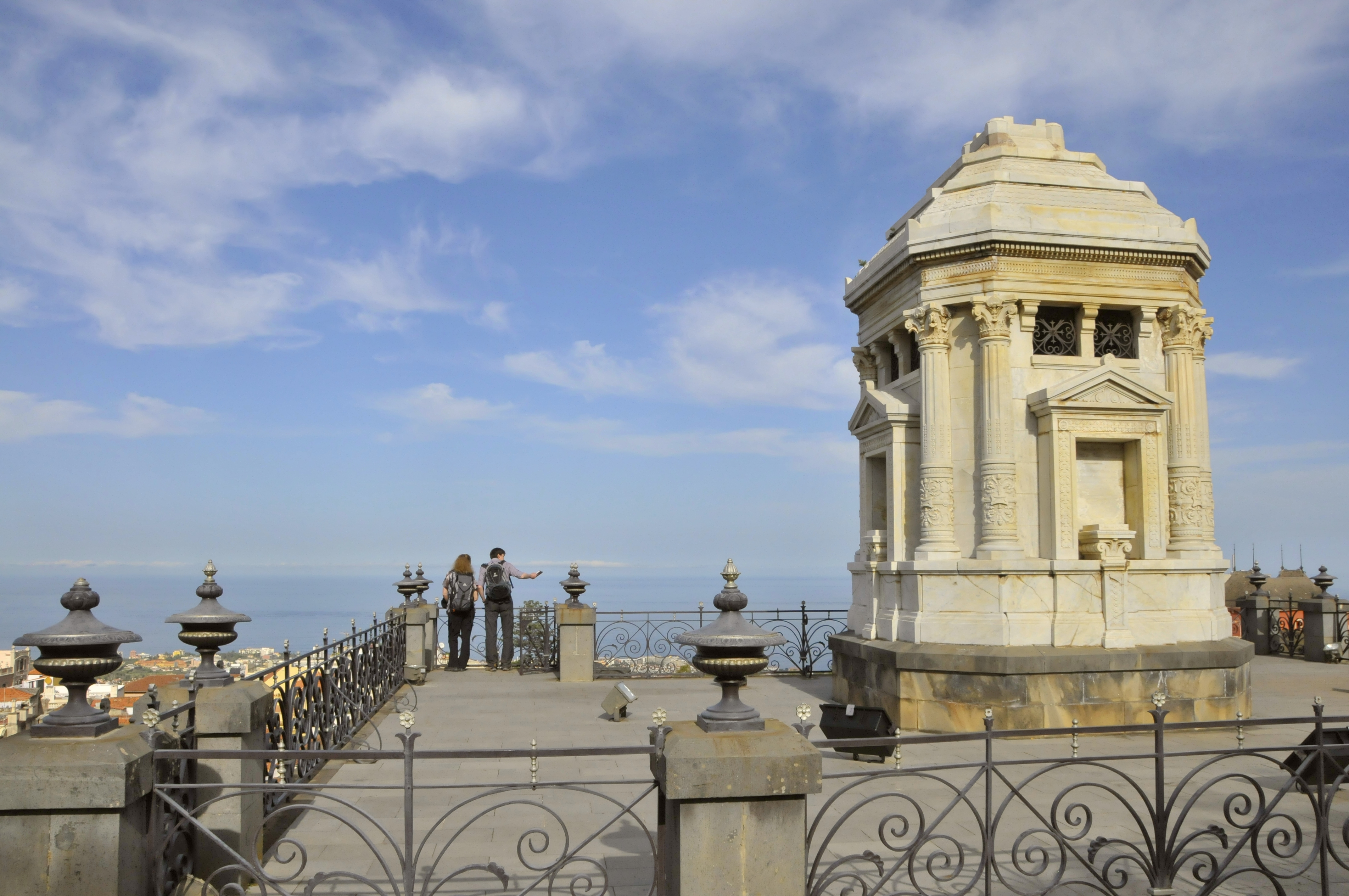
Mausoleum im Park Jardines del Marquesado de la Quinta Roja (Jardin Victoria)
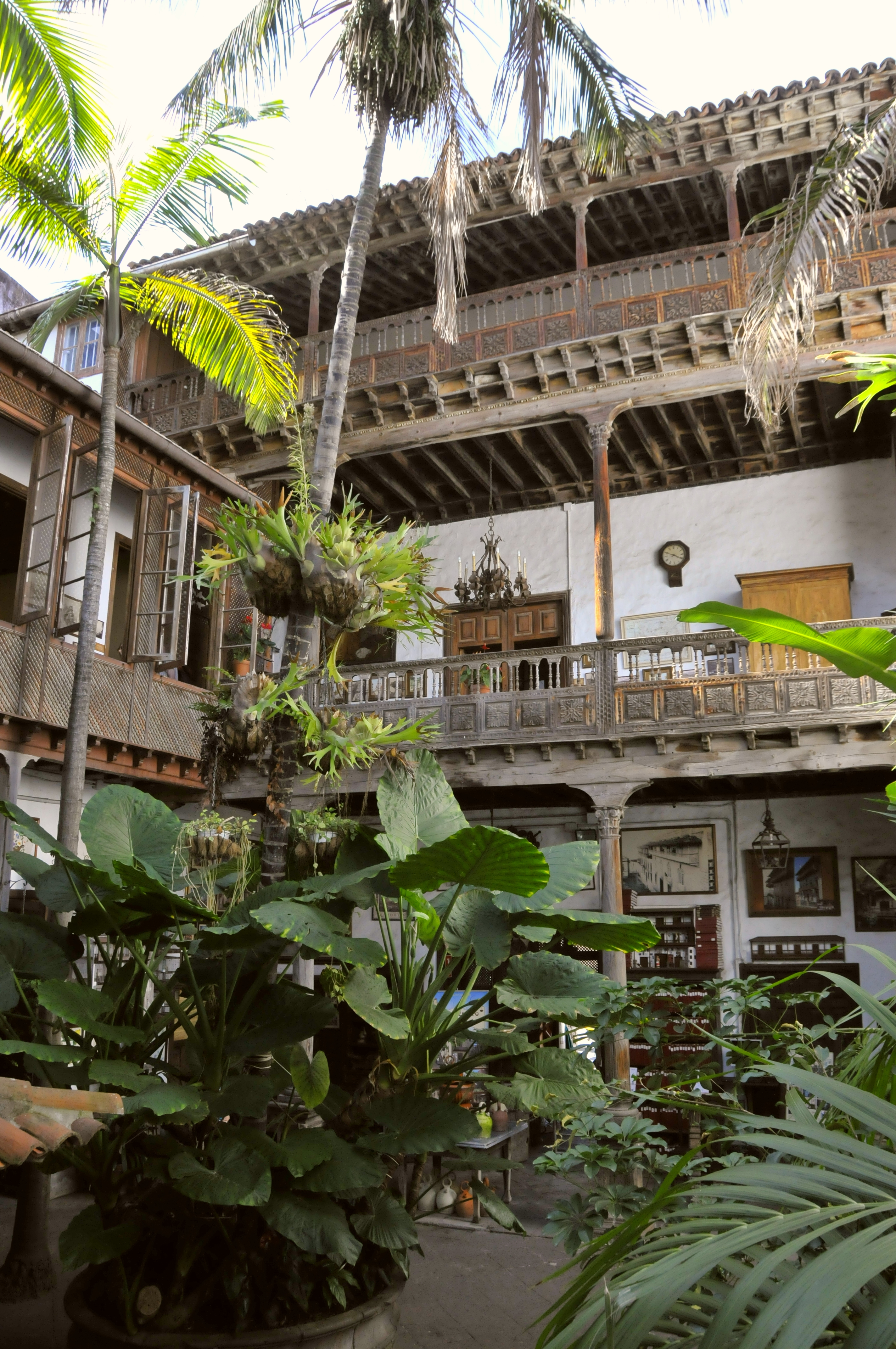
Innenhof der Casa de los Balcones